# Eriococcus eucalypti
Eriococcus eucalypti är en insektsart som beskrevs av William Miles Maskell 1892. Eriococcus eucalypti ingår i släktet Eriococcus och familjen filtsköldlöss. Inga underarter finns listade i Catalogue of Life.